# Shimen (Neu-Taipeh)
Shimen, auch Shihmen, (chinesisch 石門區, Pinyin Shímén Qū, Pe̍h-ōe-jī Chio̍h-mn̂g Khu) ist der nördlichste Bezirk der Stadt Neu-Taipeh im Norden Taiwans, Republik China. Das in seinem Gebiet gelegene Kap Fugui ist der nördlichste Punkt der Insel Taiwan.

## Lage und Bedeutung
Shimen grenzt im Südwesten und Südosten an die Nachbarbezirke Sanzhi bzw. Jinshan und im Norden an das Ostchinesische Meer. Das Kap Fugui mit seinem Leuchtturm ist als nördlichster Punkt Taiwans ein beliebtes Ausflugsziel für Touristen. Seit 2000 findet in Shimen alljährlich ein internationales Drachenfest statt.
In Shimen liegt das Kernkraftwerk Chin Shan, das älteste Kernkraftwerk Taiwans (Inbetriebnahme 1978). Die beiden Reaktorblöcke wurden im Dezember 2014 und März 2017 abgeschaltet.
Der Bezirk ist bis auf den Küstenstreifen gebirgig, dünn besiedelt und eher ländlich geprägt. Auf einer Fläche von 51,26 km² lebten im Oktober 2013 amtlichen Angaben zufolge 12.789 Menschen. Als landwirtschaftliche Produkte werden Mandarinen, Erdnüsse und Tee produziert.
Der Südteil des Bezirks ist Teil des Yangmingshan-Nationalparks.

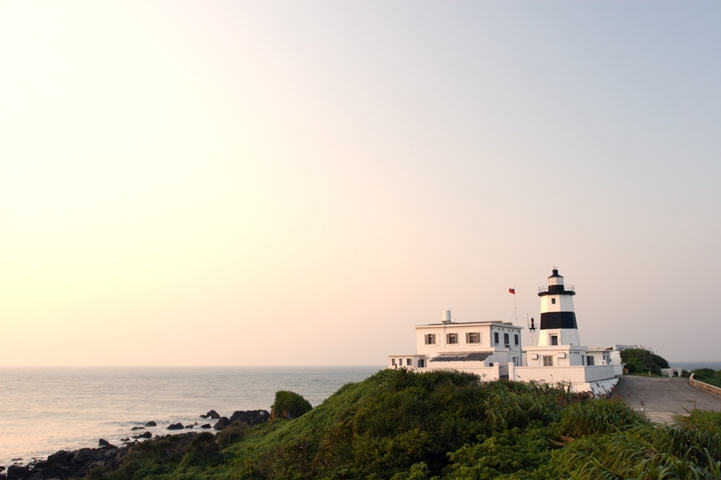
Der Leuchtturm am Kap Fugui